# Stupid Dream
Stupid Dream é o quinto álbum de estúdio da banda britânica de rock progressivo Porcupine Tree. Foi lançado pela primeira vez em março de 1999 e, em seguida, relançado em 15 de maio de 2006 devido à crescente popularidade da banda na grande gravadora Lava Records, que teria também seus lançamentos de In Absentia em 2002 e Deadwing em 2005. O álbum, junto com Lightbulb Sun em 2000, representou um período de transição para a banda, afastando-se do trabalho anterior na música instrumental e psicodélica, mas antes de tomar uma direção mais ao metal em 2002 em diante. O álbum tem tendências pop rock comercialmente atraente, mas ainda mantém fortes influências de rock progressivo.
O título do álbum é uma referência à visão do vocalista Steven Wilson sobre a indústria musical: enquanto muitos aspiram a ser músicos por fama e estilo de vida glamoroso, ele sente que é um "sonho estúpido" porque na verdade tal estilo leva a uma vida de trabalho duro e luta.

## Desenvolvimento

### Origem
O vocalista Steven Wilson explicou o período de transição para a banda anos depois, afirmando:
[...] os primeiros anos foram caracterizados para mim por essa ideia de composição estendida que foi amplamente baseada em jamming, texturas, drones ou rock espacial, ou como você quiser designar. Eu senti que poderia aprender mais sobre a arte da música e a construção de músicas e realmente criar refrões e refrões e usar os vocais de uma forma mais sólida. Então... quando voltei mais tarde para fazer uma forma mais longa de composição, não era da mesma forma que fazia nos primeiros anos. Elas eram muito mais estruturados e tinham aquele tipo de disciplina de compositor que eu acho que explorei e aprendi nos álbuns anteriores, como Stupid Dream e Lightbulb Sun. Portanto, foi certamente um passo importante...
Wilson disse que o álbum marcara uma transição da "instrumentalidade abstrata" para uma "composição natural" também em razão da ingerência da música a que escutava desde o lançamento de seu último álbum no período, Signify, em 1996. Esses artistas incluem Jeff Buckley, Soundgarden, Brian Wilson, Todd Rundgren, e Crosby, Stills, Nash & Young.

### Gravação
O álbum foi gravado no Foel Studios em Llanfair Caerinon, País de Gales, e no No Man's Land Studios em Hemel Hempstead, Inglaterra. Wilson afirmou ter sido a primeira vez que a banda se sentou e gravou um álbum inteiro em um período prolongado em vez de esporadicamente fazê-lo como nos álbuns anteriores. Declara que isso ajudou a banda a "experimentar e colaborar em um tom mais coeso para o álbum" e que o álbum "contém nossa música mais verticalmente complexa, em oposição à horizontalmente complexa (em que as faixas compreendem seções simples, embora muitas delas amarradas juntas). Aqui as músicas estão relativamente bem estruturadas, mas há muito mais camadas do que qualquer coisa que tínhamos tentado antes". A banda também teve um orçamento muito maior do que no passado; a produção do álbum custou £15 000, em comparação com apenas £2 000 do álbum precedente, Signify. Isso permitiu que trouxessem uma orquestra para gravar partes do álbum. As cordas foram arranjadas por Chris Thorpe e Wilson e executadas pela Orquestra do Leste da Inglaterra.

O tecladista Richard Barbieri também adotou uma conduta diferente para a gravação do álbum:
Um som muito mais sofisticado e atenção meticulosa aos detalhes definem minha abordagem neste álbum. Steven veio com uma forte seleção de músicas e seguiu-se um longo processo durante o qual tentamos condensar o máximo possível de ideias, sabores e cores nos arranjos. Orquestra, flauta e saxofone aumentaram ainda mais a mistura eclética e também sinto que começamos a nos concentrar mais no que cada um contribuía. Quase todo o meu trabalho foi concluído em uma intensa sessão de sete dias no País de Gales. Antes das sessões, havíamos decidido que os teclados usados seriam apenas analógicos. Grande parte de meu trabalho era performance espontânea gravada no disco rígido, o que permitiu que adotasse uma postura em que várias tomadas e partes pudessem ser gravadas, editadas e compiladas posteriormente — uma forma de trabalhar muito mais criativa do que sempre buscar uma tomada "perfeita". Mas o outro lado da gravação foi fazer com que partes pré-escritas funcionassem e tocassem da melhor forma possível, coisas como as partes do mellotron e o Hammond.

O álbum foi concluído no final de 1998 e lançado em março de 1999. O próximo álbum da banda, Lightbulb Sun, foi gravado tão pouco após as sessões de Stupid Dream que Wilson mais tarde refletiu que soavam como "duas partes de um disco duplo". As músicas de ambas as sessões que acabaram sendo deixadas de fora de ambos os álbuns foram posteriormente transpostas para o álbum b-side Recordings, em 2001.

### Conceito
As letras do álbum eram muito mais particulares para Wilson do que nos álbuns anteriores do Porcupine Tree. Wilson disse que o álbum lida com suas próprias "inseguranças e [meus] sentimentos" e "as coisas triviais de cantor e compositor", crendo que as letras mais relacionáveis e comoventes partiam de um ponto de vista mais pessoal.[ligação inativa] Muitas das letras pessoais também são sobre sua interação e opiniões sobre a indústria da música:
Quando eu escrevia algumas das músicas do álbum estava muito ciente dessa contradição entre ser um artista, um músico, tentar ser criativo e escrever músicas e, após, no momento em que você termina um álbum a música está terminada, o lado criativo está acabado, e então você tem que sair e vendê-lo, comercializar e promovê-lo. E isso é uma experiência completamente diferente. Não é um processo muito criativo. É bem — em alguns aspectos — um processo cínico ter de vender sua música. Mas você tem que fazer isso. Quero dizer, se um músico moderno vai sobreviver como músico, você tem que — em certo sentido — "prostituir-se" para tentar vender sua música e arte. E eu estava muito ciente dessa contradição. Se você pensar muito sobre isso, pode te deixar louco, sabe. É uma coisa absurda de se fazer. Isso meio que me levou a pensar em quando eu era adolescente, quando estava apenas começando e estava interessado em ser músico. E eu acho que muitos adolescentes têm o sonho de ser estrelas pop, de ser músicos profissionais. Esse "sonho estúpido" de ser famoso e "a vida é uma esfera e tudo é maravilhoso". E, claro, na verdade a realidade é que ser um músico profissional é um trabalho muito difícil. Pode ser muito doloroso; há muita decepção, muito trabalho duro, muitas viagens.
A fotografia da capa do álbum, criada por Robert Harding, está concatenada ao conceito do álbum em si. Wilson explanou-a:

Foi como sentar com a gravadora para discutir como iríamos comercializar este álbum. A essa altura suas gravações se tornam um produto. E eu tinha acabado de conseguir essa imagem dos CDs saindo do forno. E obviamente está em total desacordo com a música. Mas eu queria ter esse tipo de sensação contraditória com a cor. O ponto principal é que as pessoas que se lançam ao Porcupine Tree sabem que não somos exatamente o tipo de banda que sempre considera nossa música em termos de produto e unidades de mudança. Então eu pensei que seria divertido colocar uma imagem no álbum que é um comentário sobre isso. O que poderia ser um sonho mais estúpido que querer fazer música e vendê-la.

## Faixas

### Singles
Três singles foram desferidos do álbum: "Piano Lessons", "Stranger by the Minute" e "Pure Narcotic". "Piano Lessons" foi o primeiro single do álbum, sendo lançado apenas uma semana antes do lançamento do álbum. Um videoclipe foi produzido, em que os membros da banda usavam sinais referenciando a terminologia do marketing irônico, associada ao conceito do álbum de fazer parte da indústria da música como um "sonho estúpido".. "Stranger by the Minute" foi o segundo single do álbum. A música em si apresenta uma harmonização no refrão, entre Wilson e o baterista Chris Maitland, a única atuação vocal deste em todo o álbum. Wilson também toca o baixo na música, ao invés do baixista Colin Edwin. "Pure Narcotic" foi o terceiro e último single do álbum. A canção apresenta violões, vocais harmônicos, glockenspiel e letras, que por sua vez faz uma alusão ao álbum do Radiohead The Bends em um de seus versos: "You keep me hating, You keep me listening to The Bends."

### Outras músicas
Even Less tinha originalmente 17 minutos de duração, mas Wilson decidiu usar apenas os primeiros 7 minutos para a versão do álbum Stupid Dream.. Um segundo fragmento separado de 7 minutos da música foi lançado no single "Stranger by the Minute", e uma versão combinada de 14 minutos de duração foi lançada posteriormente em seu álbum de compilação de 2001 Recordings. Ainda, uma versão demo de 15 minutos da música com letras alternativas pode ser encontrada na edição especial do single "Four Chords That Made a Million". No final da faixa, uma mulher pode ser ouvida repetindo um padrão de números, "0096 2251 2110 8105". Sobre esses números, Wilson afirmou: "A contagem em 'Even Less' é tirada de uma gravação de emissoras de números de ondas curtas. Entende-se que essas estações são usadas por agências de inteligência para transmitir mensagens codificadas para agentes no exterior, apesar de nenhuma agência governamental ter jamais reconhecido a existência dessas estações ou qual seria seu real propósito. Elas são virtualmente impossíveis de se decodificar sem chaves, uma vez que a mensagem e sua chave são geradas aleatoriamente."
A trilha "Stupid Dream" é na verdade apenas uma pequena peça instrumental de 28 segundos de uma orquestra de afinação e efeitos sonoros. "Slave Called Shiver" e "Don't Hate Me", segundo Wilson, versam sobre sentimentos de "amor não retribuído". Ele disse sobre as obras: "[A Slave Called Shiver] é uma canção de amor muito perversa, sim. Quero dizer, é uma canção de amor não correspondido. É uma canção de amor com alguém que está obcecado por outra pessoa, mas nenhum desse carinho é correspondido. Relaciona-se intimamente com 'Don't Hate Me', que é uma música novamente sobre alguém obcecado por alguém de longe. 'Don't Hate Me' é uma versão ainda mais extrema, porque aqui essa pessoa realmente começa a seguir e fazer ligações e, claro, isso torna-se muito prejudicial à saúde. 'Slave Called Shiver' é um pouco menos radical: é sobre alguém que está muito apaixonado e obcecado por outra pessoa. Esse amor não é correspondido e, portanto, há uma tendência nefasta ligeiramente violenta. 'Pure Narcotic' também é basicamente o mesmo assunto." "Don't Hate Me" introduziu o primeiro uso de saxofone na música de Porcupine Tree, cortesia de Theo Travis. Durante as apresentações ao vivo, os solos de flauta e saxofone foram substituídos pelos solos de teclado de Barbieri e de guitarra de Wilson, respectivamente.
This Is No Rehearsal foi descrita como uma interseção entre "segmentos semiacústicos com vocais desesperados e devaneios de heavy metal". Wilson disse que foi "diretamente inspirado por um trágico evento no Reino Unido há alguns anos. Uma criança foi tirada de um shopping center enquanto sua mãe estava momentaneamente distraída e mais tarde foi encontrada morta e em suplício perto de uma ferrovia. A coisa mais perturbadora sobre a história era que os dois sequestradores/assassinos eram crianças."
Baby Dream in Cellophane é uma curta faixa psicodélica. Colin Edwin não aparece na faixa; Wilson toca o baixo. Este relatou sobre a música: "O bebê na música está basicamente cantando-a: 'estou no meu carrinho'. E é uma música bastante cínica porque ele basicamente está dizendo que asua vida já está quase mapeada vem ao mundo, já está predeterminado pela sociedade e o bebê está meio que cantando do carrinho se você pensar, afirmando 'bem, na verdade não, eu não vou seguir esse caminho que foi traçado para mim. Eu vou sair'. É quase como uma canção de rebelião adolescente muito surreal."
Em A Smart Kid, Wilson retorna a um tópico que já havia tocado antes em "Radioactive Toy", uma faixa de seu primeiro álbum, On the Sunday of Life.... A letra discorre sobre um único sobrevivente após uma possível guerra apocalíptica que é capturado por uma nave espacial em exploração.
"Tinto Brass" é a única música do álbum creditada a toda a banda, não apenas a Wilson, sendo nomeada em homenagem ao diretor italiano Tinto Brass. A faixa é instrumental, com exceção de um segmento com recitação. Sobre esta parte da trilha, Wilson disse: "Ah, sim, está em japonês! É minha namorada, que é japonesa, que tem o livro do filme. Digo, é tão difícil encontrar qualquer coisa sobre Tinto Brass na Inglaterra... Ele é completamente desconhecido... E então minha namorada... encontrou esta pequena biografia: onde ele nasceu, os filmes que fez. Aí ela disse, 'bem, devo traduzir isso para você?' — porque eu queria que fosse falado na música —, e eu disse 'Não, tá ótimo', eu pensei. 'Vou querer em japonês.' Então ela apenas leu em japonês. Mas é apenas uma lista de seus filmes e de onde ele é... Não é nada interessante."
O álbum é finalizado com a faixa "Stop Swimming". Wilson assentiu sobre seu significado: "Descobri que, quando estava escrevendo as músicas para este álbum, muitas delas eram sobre mim e meu relacionamento com a indústria da música e como me sentia sobre onde estava indo no mundo da música e tudo mais. Coisas como 'Pare de nadar'... Talvez fosse hora de parar de nadar... e todo esse tipo de impulso de desistir e ir com o fluxo pode ser muito forte às vezes. Eu nunca irei." Destarte, sobre as notas do encarte do álbum ao vivo em Varsóvia, ele disse: "Esta é uma música muito triste, mas se você for como eu, sempre acho que a música mais triste é também a mais bonita e esta é uma das minhas canções favoritas a já ter escrito."

## Recepção
| Críticas profissionais | Críticas profissionais |
| Avaliações da crítica  | Avaliações da crítica  |
| Fonte                  | Avaliação              |
| ---------------------- | ---------------------- |
| Allmusic               | [ 11 ]                 |
| DPRP                   | [ 15 ]                 |
| Ox-Fanzine             | [ 16 ]                 |
| Pitchfork              | [ 17 ]                 |
| Record Collector       | [ligação inativa]      |
| Rock Hard              | [ligação inativa]      |
| Sound and Vision       | [ 20 ]                 |
| Sputnikmusic           | [ 21 ]                 |

A recepção do álbum foi em geral positiva. A Billboard elogiou o álbum, expondo que continha algumas das melhores letras de Wilson, e o comparou favoravelmente ao trabalho da banda Radiohead. A Allmusic exaltou a composição e a dinâmica do álbum, afirmando que "Wilson, como compositor e cantor, soa recarregado e mais ambicioso, enquanto que o grupo coletivamente dá tudo de si. Os trechos altos parecem realmente estourar, os mais calmos perfeitamente entrelaçados, e a impressão geral de construção e drama — A Smart Kid é um bom exemplo — certeira. " Dutch Progressive Rock Page também foi bastante adepta ao material, concluindo que "Pessoas que amam The Tree por suas longas, experimentais e instrumentais composições podem ser afastadas por este novo álbum. Por outra esfera, aqueles que preferirem as faixas vocais provavelmente encontrarão muitas belezas neste novo CD... De todo modo um trabalho brilhante." Em 2005 Stupid Dream foi classificado em 339º lugar no livro "The 500 Greatest Rock & Metal Albums of All Time", da revista Rock Hard. A Classic Rock listou o álbum na posição 61 em seus "100 Greatest Albums of the 90s."ref>http://www.rocklistmusic.co.uk/Classic_Rock_2.htm</ref>
Em outubro de 2011, o título foi agraciado com a certificação de ouro da Independent Music Companies Association (IMPALA), que indicava vendas superiores a 75.000 cópias em toda a Europa.

## Track listing
Todas as músicas escritas por Steven Wilson, exceto "Tinto Brass", que é creditada a todos os quatro membros da banda.
| N.º            | Título                     | Duração |  |
| 1.             | "Even Less"                | 7:11    |  |
| 2.             | "Piano Lessons"            | 4:21    |  |
| 3.             | "Stupid Dream"             | 0:28    |  |
| 4.             | "Pure Narcotic"            | 5:02    |  |
| 5.             | "Slave Called Shiver"      | 4:40    |  |
| 6.             | "Don't Hate Me"            | 8:30    |  |
| 7.             | "This Is No Rehearsal"     | 3:26    |  |
| 8.             | "Baby Dream in Cellophane" | 3:15    |  |
| 9.             | "Stranger by the Minute"   | 4:30    |  |
| 10.            | "A Smart Kid"              | 5:22    |  |
| 11.            | "Tinto Brass"              | 6:17    |  |
| 12.            | "Stop Swimming"            | 6:53    |  |
| Duração total: | Duração total:             | 59:55   |  |

Relançamento de 2006
O relançamento foi tanto na forma de um conjunto de CD/DVD-A de dois discos quanto LP duplo de vinil. O LP de vinil duplo só esteve disponível na loja oficial da banda, Burning Shed. O CD contém uma nova mixagem do álbum de Wilson; o DVD-A contém uma mixagem em áudio surround 5.1, um vídeo para Piano Lessons, duas faixas bônus, a versão completa de 14 minutos de "Even Less" e "Ambulance Chasing", ambos lançados anteriormente em Recordings, de 2001. Adicionalmente, a edição coreana de Stupid Dream incluía o vídeo para Piano Lessons.

## Pessoal
Banda
- Steven Wilson — vocais, guitarras, piano, amostras, baixo em Baby Dream in Cellophane and Stranger by the Minute
- Richard Barbieri — sintetizadores analógicos, órgão hammond, mellotron, piano em Even Less, glockenspiel em Pure Narcotic
- Colin Edwin — baixo, contrabaixo em Stop Swimming
- Chris Maitland — bateria, percussão, vocal de apoio em Stranger by the Minute

Convidados
- Theo Travis — Flauta em Tinto Brass e Don't Hate Me, saxofone em Don't Hate Me
- East of England Orchestra — Cordas (conduzida por Nicholas Kok)

Outros
- Produzido por Steven Wilson
- Gravado por Elliot Ness e Chris Thorpe
- Mixado por Dominique Brethes